# Strigoderma biolleyi
Strigoderma biolleyi är en skalbaggsart som beskrevs av Ohaus 1908. Strigoderma biolleyi ingår i släktet Strigoderma och familjen Rutelidae. Inga underarter finns listade i Catalogue of Life.